# Amasa Walker
Amasa Walker, född 4 maj 1799 i Woodstock, Connecticut, död 29 oktober 1875 i North Brookfield, Massachusetts, var en amerikansk nationalekonom; far till Francis Amasa Walker.
Walker var 1825-40 köpman, men började på 1840-talet hålla nationalekonomiska föreläsningar i Oberlin College, Ohio. År 1849 valdes han till medlem av senaten i Massachusetts och fick flera andra förtroendeuppdrag, bland annat var han president i Temperance Society i Boston och vice president i de båda första internationella fredskongresserna (London 1843 och Paris 1849). Som nationalekonom ivrade han i synnerhet för järnvägsväsendets utveckling och för dubbelt myntsystem (fakultativ bimetallism), det senare särskilt i arbetet Nature and Uses of Money and Mixed Currency (1857). Hans (tillsammans med sonen utarbetade) främsta vetenskapliga verk är The Science of Wealth: A Manual of Political Economy. Embracing the Laws of Trade, Currency, and Finance (1866; flera upplagor).